# Sveti Rok
Sveti Rok is een plaats in de gemeente Lovinac in de Kroatische provincie Lika-Senj. De plaats telt 257 inwoners (2011). De plaatsnaam is Kroatisch voor Sint-Rochus.
De Sveti Rok-tunnel is een tunnel in snelweg A1 is vernoemd naar de plaats.